# Slave to Love
Slave to Love is een nummer van Roxy Music-zanger Bryan Ferry uit 1985. Het is de eerste single van zijn zesde soloalbum Boys and Girls.
In het nummer is Keith Scott, de gitarist van Bryan Adams, te horen op gitaar. Ook is Dire Straits-toetsenist Guy Fletcher te horen op de keyboard. "Slave to Love" werd een van Ferry's grootste solohits. Het haalde de 10e positie in het Verenigd Koninkrijk. In de Nederlandse Top 40 haalde het nummer een bescheiden 36e positie, terwijl het in de Vlaamse Radio 2 Top 30 de 11e positie pakte.